# Lesbia
Lesbia là một chi chim trong họ Chim ruồi.